# 양정초등학교 (전남)
양정초등학교는 대한민국 전라남도 무안군 현경면 봉월로 140 (용정리)에 있었던 공립 초등학교이다.

## 변천
- 1963.12.10 설치인가
- 1964.03.02 현경북국민학교 양정분교장 개교
- 1965.11.14 양정국민학교로 승격
- 1996.03.01 양정초등학교로 개칭
- 2005.09.01 폐교